# (500329) 2012 SN16
(500329) 2012 SN16 es un asteroide perteneciente al cinturón de asteroides, descubierto el 17 de septiembre de 2012 por el equipo del Spacewatch desde el Observatorio Nacional de Kitt Peak, Arizona, Estados Unidos.

## Designación y nombre
Designado provisionalmente como 2012 SN16.

## Características orbitales
2012 SN16 está situado a una distancia media del Sol de 3,068 ua, pudiendo alejarse hasta 3,645 ua y acercarse hasta 2,492 ua. Su excentricidad es 0,187 y la inclinación orbital 5,855 grados. Emplea 1963,68 días en completar una órbita alrededor del Sol.
Los próximos acercamientos a la órbita de Júpiter se producirán el 6 de mayo de 2053, el 14 de enero de 2063 y el 22 de julio de 2112, entre otros.

## Características físicas
La magnitud absoluta de 2012 SN16 es 17,3.